# Wilhelm Kollmar
Heinrich Wilhelm Kollmar (* 15. März 1871 in Zweibrücken; † 16. Juli 1948 in Karlsruhe) war ein deutscher Bildhauer und Keramiker.

## Leben
Kollmar machte von 1886 bis 1889 eine Ausbildung als Holzschnitzer. Anschließend besuchte die Kunstgewerbeschule München und bildete sich in Tirol als Bildschnitzer fort. 1896 begann er ein Studium an der Großherzoglich Badischen Kunstschule Karlsruhe, wo er von 1898 bis 1905 Meisterschüler bei Hermann Volz war.
Ab 1904 arbeitete Kollmar als freischaffender Bildhauer in Karlsruhe. Daneben entstanden Entwürfe für die Karlsruher Majolika-Manufaktur.
Kollmars Werk wurde unter anderem in Ausstellungen in Karlsruhe, Düsseldorf, Wiesbaden, Baden-Baden und München gezeigt.

## Werke (Auswahl)
- Fritz-Claus-Stein, Leimen (Pfalz) (1906)
- Dichterhain, Sankt Martin (Pfalz) (1929)
- Grabmal Luise Kneller, Hauptfriedhof Karlsruhe (um 1928)
- Lina-Sommer-Denkmal, Karlsruhe (1934)
- Weinheimer Kriegerdenkmal (1936)
- Kriegerdenkmal, Radolfzell (1938); nur Entwurf und Modell, Ausführung durch Paul Diesch, Konstanz
- Kinderfiguren mit Masken und Karpfen, Botanischer Garten, Karlsruhe (1938/39)